# Elminia albiventris
Az Elminia albiventris a verébalakúak (Passeriformes) rendjébe, ezen belül a Stenostiridae családba és az Elminia nembe tartozó, 11 centiméter hosszú madárfaj. Korábban a drongófélék (Dicruridae) családjába sorolták. Burundi, Egyenlítői-Guinea, Kamerun, a Kongói Demokratikus Köztársaság, Nigéria, Ruanda és Uganda trópusi és szubtrópusi nedves hegyi erdőiben él. Rovarokkal táplálkozik.

## Alfajai
- E. a. albiventris (Sjöstedt, 1893) – délkelet-Nigéria, nyugat-Kamerun, Egyenlítői-Guinea (Bioko-sziget vagy Fernando Póo-sziget);
- E. a. toroensis (Jackson, 1906) – délkelet-Kongói Demokratikus Köztársaság, nyugat-Uganda, nyugat-Ruanda, északnyugat-Burundi.

## Fordítás
- Ez a szócikk részben vagy egészben  a   White-bellied crested flycatcher című angol Wikipédia-szócikk fordításán alapul.  Az eredeti cikk szerkesztőit annak laptörténete sorolja fel. Ez a jelzés csupán a megfogalmazás eredetét és a szerzői jogokat jelzi, nem szolgál a cikkben szereplő információk forrásmegjelöléseként.